# Leucémie aiguë mégacaryocytaire
 Mise en garde médicale
La leucémie aiguë mégacaryocytaire (LAMK) est un sous-type de leucémie aiguë myéloïde caractérisée par la prolifération de cellules immatures de la lignée plaquettaire, les mégacaryoblastes.

## Épidémiologie
La LAMK représente moins de 5% des cas de LAM. Elle survient chez l'enfant et l'adule mais notamment chez les enfants atteints de trisomie 21.

## Diagnostic

### Clinique
Les symptômes spécifiques sont : pâleur, fièvre, hémorragie cutanée ou muqueuse, hépato-splénomégalie et plus rarement des manifestations neurologiques ou une lymphadénopathie.

### Biologique
Une pancytopénie est observée à l'hémogramme.
Le diagnostic est posé s'il est observé dans la moelle osseuse plus de 20 % de blastes dont la moitié appartient à la lignée plaquettaire.

### Classification
La LAMK correspond à la LAM 7 de l'ancienne classification Franco-Américano-Britannique
Dans la classification OMS de 2016 elle peut être classée dans "LAM avec anomalies cytogénétiques récurrentes" (si t(1;22) par exemple) ou bien dans les LAM sans indications.